# Natalie Gauci

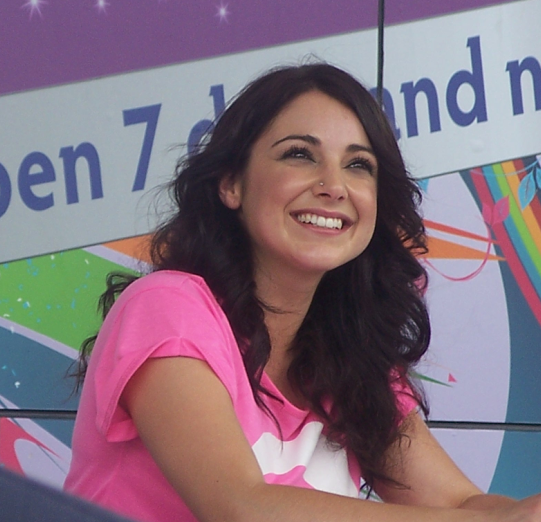
Natalie Gaucie

Natalie Gauci (* 26. November 1981 in Melbourne, Australien) ist eine australische Sängerin italienischer und maltesischer Herkunft. Am 25. November 2007 hat sie im Finale gegen Matt Corby die fünfte Staffel der Castingshow Australian Idol gewonnen und ist die erste australische Kandidatin, die nur über eine „Wildcard“ in die Mottoshows gelangen und dennoch den Sieg erringen konnte. Neben Kanadas Ryan Malcolm, Kasachstans Almas Kishkenbayev und Schwedens Agnes Carlsson ist sie weltweit der vierte Kandidat einer Idol-Show, dem dies gelungen ist.

## Biografie

### Anfänge
Vor Australian Idol war Natalie Gauci als freischaffende Musikerin tätig und trat unter anderem mit Künstlern wie Matt Hetherington und Beven Addinsal auf. Nach einigen Auftritten begann Gauci, die auch Klavier spielt, selbst Songs zu schreiben und im Studio aufzunehmen, wobei ihre EP mit dem Titel Take It or Leave It entstand, die im April 2006 erschienen ist. Die EP erreichte 2007 die Top 500 des Billboard World Songwriting Contest. Im November 2006 wurde Gauci als Mitglied des Oz City Song Circle nach Los Angeles eingeladen, wo sie mit anderen australischen Künstlern erstmals vor amerikanischem Publikum auftreten konnte.
Um 2006/2007 gründete sie mit Kumar Shome, Jules Pascoe und Conrad Tracey die Natalie Gauci Band, in welcher sie den Gesang übernahm und Keyboard spielte. Der Stil der Band, die bereits mehrfach im Umkreis von Melbourne aufgetreten ist, umfasst Soul, Pop und Jazz.
Gauci arbeitete auch als Musiklehrerin an der Academy of Mary Immaculate in Fitzroy, einem Bezirk von Melbourne.

### Australian Idol
Natalie Gauci nahm am Casting in Melbourne (Victoria) teil. Sie wurde von der Jury in die Top 24 gewählt, konnte jedoch nicht genügend Zuschauerstimmen erreichen, um in die Top 12 zu kommen. Auch in der Wildcard Show erzielte sie nicht genügend Stimmen, weshalb Carl Riseley und Gauci schließlich über die Jury-„Wildcards“ in die Top 12 gewählt wurden.
Im Laufe der Top 12 Auftritte erhielt sie drei der begehrten Mark Holden „Touchdowns“ für Rihannas „Umbrella“, Divinyls’ „Boys in Town“ und Ella Fitzgeralds „How High the Moon“.
Am 12. November 2007 wurde sie als erster Kandidat in das Finale mit Matt Corby und als eine von bislang nur drei australischen Kandidaten, die das Finale als „Wildcard“ erreicht haben, gewählt. Sie nahm die Gewinner-Single „Here I Am“ mit Matt Corby in dem Kings Cross Studio in Sydney auf und sang ihn im Finale, nachdem sie als Gewinnerin der Staffel bekannt gegeben worden war. Die Maxi-Single ist am 28. November 2007 erschienen. Sie ist der erste Kandidat, der Australian Idol jemals als „Wildcard“ gewonnen hat.

#### Auftritte beiAustralian Idol
| Show     | Motto                                                       | Songwahl                                                           | Künstler                                            | Touchdown |
| -------- | ----------------------------------------------------------- | ------------------------------------------------------------------ | --------------------------------------------------- | --------- |
| Top 24   | Contestant's Choice                                         | „Hurt“                                                             | Christina Aguilera                                  |           |
| Wildcard | Contestant's Choice                                         | „Feeling Good“                                                     | Nina Simone                                         |           |
| Top 12   | Contestant's Choice                                         | „(Baby I've Got You) On My Mind“                                   | Powderfinger                                        |           |
| Top 11   | Rock                                                        | „Sweet Child o’ Mine“                                              | Guns N’ Roses                                       |           |
| Top 10   | Disco                                                       | „I Will Survive“                                                   | Gloria Gaynor                                       |           |
| Top 9    | Acoustic                                                    | „Man in the Mirror“                                                | Michael Jackson                                     |           |
| Top 8    | Brit pop                                                    | „Rehab“                                                            | Amy Winehouse                                       |           |
| Top 7    | Year you were born                                          | „Endless Love“                                                     | Lionel Richie & Diana Ross                          |           |
| Top 6    | Judge's Choice - Marcia Hines Contestant's Choice           | „Nothing Compares 2 U“ „Umbrella“                                  | Prince Rihanna                                      | x         |
| Top 5    | Australian Made                                             | „Boys in Town“                                                     | Divinyls                                            | x         |
| Top 4    | Big Band                                                    | „Orange Colored Sky“ „How High the Moon“                           | Nat King Cole Ella Fitzgerald                       | x         |
| Top 3    | Audience Choice Contestant's Choice                         | „Ray of Light“ „Nobody Knows“                                      | Madonna Pink                                        |           |
| Top 2    | Contestant's Choice Winner's Single Grand Final performance | „Apologize“ „Running Up That Hill“ „Here I Am“ „Man in the Mirror“ | OneRepublic Kate Bush Natalie Gauci Michael Jackson |           |

### NachAustralian Idol
Gauci stand zunächst bei Sony BMG Australia unter Vertrag. Als Gewinnerin von Australian Idol 2007 veröffentlichte Gauci ihr Debütalbum The Winner's Journey, das die Songs enthielt, die sie bei Australian Idol gesungen hatte. Im Januar 2008 ging sie auf eine Tour durch Australien. Unter dem Namen Tune in Tokyo veröffentlichte sie zusammen mit dem Australier Paul Brandoli zwei Dance-Singles: die Tracks Dreamer (2010) und Ray of Love (2012) konnten sich beide in den australischen Dance-Charts platzieren. Im Juli 2012 veröffentlichte Gauci ihr zweites Album, Ha Ha Ha. 2017 folgte das Album Pictures of Mars, bei dem Gauci als NATG auftritt.

## Diskografie

### Alben
| Album                                                                        |
| ---------------------------------------------------------------------------- |
| Take It or Leave It - EP - Veröffentlichungsdatum: April 2006                |
| The Winner's Journey - Live-Album - Veröffentlichungsdatum: 8. Dezember 2007 |
| Ha Ha Ha - Album - Veröffentlichungsdatum: 1. Juli 2012                      |
| Pictures of Mars - Album - Veröffentlichungsdatum: Oktober 2017              |

### Singles
| Jahr | Song        | Album                |
| ---- | ----------- | -------------------- |
| 2007 | „Here I Am“ | The Winner's Journey |